# Jesus (namn)
Jesus (genitiv: Jesu, Jesus eller Jesus') är en latinsk form av grekiskans Ἰησοῦς (Iēsoûs), i sin tur av hebreiskans יהושע (Yehoshua) eller arameiskans ישוע (Yeshua), med betydelsen ”Jehova/Herren frälser/räddar”. Jesus (Jesús) är ett vanligt namn i spansktalande länder.
Den 31 december 2008 fanns det totalt 483 män och 165 kvinnor i Sverige med namnet Jesus, varav 138 män och 7 kvinnor med namnet som tilltalsnamn.

## Personer med namnet Jesus
- Jesus Kristus, kristendomens grundläggare
- Jesus Barabbas – en förbrytare, som är omnämnd i evangeliernas berättelse om Jesu lidande
- Jesús Alcalá, svensk publicist
- James Jesus Angleton, chef för det amerikanska kontraspionaget 1954-75.
- Jesús Jiménez, president i Costa Rica 1863-66 och 1868-70
- Jesus Quintana, rollfigur i The Big Lebowski spelad av John Turturro
- Jesús Toribio Piñero, guvernör i Puerto Rico 1946-49
- Luchi de Jesus, kompositör
- Luis de Jesus, dvärgskådespelare, medverkade i Jedins återkomst
- Manuel de Jesús Troncoso, president i Dominikanska Republiken 1940-42